# Paxton concilians
Paxton concilians ist eine Fischart aus der Familie der Kardinalbarsche (Apogonidae), die im östlichen Indischen Ozean über dem Kontinentalschelf des nordwestlichen Western Australia in 40 bis 80 Metern Tiefe vorkommt. Bisher ist die Art nur durch sechs Exemplare bekannt.

## Merkmale
Paxton concilians wird etwa 7,5 cm lang, ist etwas schlanker gebaut als die meisten anderen Kardinalbarsche und hat als einziger Kardinalbarsch eine ungeteilte Rückenflosse und einen einzelnen Afterflossenstachel. Außerdem sind die segmentierten Rückenflossenweichstrahlen verzweigt. Bei allen anderen Kardinalbarschen ist die Rückenflosse durch einen tiefen Einschnitt zweigeteilt, die segmentierten Rückenflossenweichstrahlen sind unverzweigt und in der Afterflosse finden sich zwei Flossenstachel. Alle Schwanzflossenstrahlen sind verzweigt (die oberen und unteren sind bei allen anderen Kardinalbarschen unverzweigt).
- Flossenformel: Dorsale VI/19, Anale I/15–16, Caudale 9+8.

Die Anzahl der Wirbel liegt bei 24. Kopf und Rumpf sind unbeschuppt, weisen aber zahlreiche papillenartige Neuromasten auf. Die Augen sind teilweise von einer dicken, weißlichen Hornhaut bedeckt. Der gesamte Rand des Vorkiemendeckels ist mit Haut bedeckt (unbedeckt bei allen anderen Kardinalbarschen). Die bei allen anderen Kardinalbarschen vorhandene Zahnplatte auf der dritten Epibranchiale (Knochenstütze des oberen Astes des dritten Kiemenbogens) fehlt. Die bei allen anderen Kardinalbarschen als kleiner Knochensplitter vorhandene fünfte Hypuralia fehlt ebenfalls.